# Irlandia na World Games 2017
Irlandię na World Games 2017 reprezentowało 23 zawodników: 9 kobiet i 14 mężczyzn. Najliczniejszymi reprezentantami byli sportowcy uprawiający przeciąganie liny. Reprezentanci nie zdobyli żadnego medalu.

## Reprezentanci

### Kobiety
Cała reprezentacja kobiet wzięła udział w drużynowych zawodach w przeciąganiu liny.
| Zawodniczka          | Konkurencja       | Kategoria           | Rezultat   |
| -------------------- | ----------------- | ------------------- | ---------- |
| Jennifer Barker      | Przeciąganie liny | wewnątrz, do 540 kg | 6. miejsce |
| Lorraine Brady       | Przeciąganie liny | wewnątrz, do 540 kg | 6. miejsce |
| Jennifer Connolly    | Przeciąganie liny | wewnątrz, do 540 kg | 6. miejsce |
| Lisa Daly            | Przeciąganie liny | wewnątrz, do 540 kg | 6. miejsce |
| Catherine Delemere   | Przeciąganie liny | wewnątrz, do 540 kg | 6. miejsce |
| Anne Marie Doyle     | Przeciąganie liny | wewnątrz, do 540 kg | 6. miejsce |
| Caroline Doyle       | Przeciąganie liny | wewnątrz, do 540 kg | 6. miejsce |
| Antoinette Gallagher | Przeciąganie liny | wewnątrz, do 540 kg | 6. miejsce |
| Cathy O'Toole        | Przeciąganie liny | wewnątrz, do 540 kg | 6. miejsce |

### Mężczyźni
| Zawodnik          | Konkurencja       | Kategoria               | Rezultat   |
| ----------------- | ----------------- | ----------------------- | ---------- |
| David Bradley     | Przeciąganie liny | na zewnątrz, do 640 kg  | 6. miejsce |
| Daniel Bruce      | Przeciąganie liny | na zewnątrz, do 640 kg  | 6. miejsce |
| Christopher Byrne | Przeciąganie liny | na zewnątrz, do 640 kg  | 6. miejsce |
| Christopher Egan  | Przeciąganie liny | na zewnątrz, do 640 kg  | 6. miejsce |
| Gerard Egan       | Przeciąganie liny | na zewnątrz, do 640 kg  | 6. miejsce |
| Thomas Fagan      | Przeciąganie liny | na zewnątrz, do 640 kg  | 6. miejsce |
| Patrick Hohey     | Przeciąganie liny | na zewnątrz, do 640 kg  | 6. miejsce |
| Damien Naughton   | Przeciąganie liny | na zewnątrz, do 640 kg  | 6. miejsce |
| John Naughton     | Przeciąganie liny | na zewnątrz, do 640 kg  | 6. miejsce |
| Eugene Neary      | Przeciąganie liny | na zewnątrz, do 640 kg  | 6. miejsce |
| Seamus Ryan       | Przeciąganie liny | na zewnątrz, do 640 kg  | 6. miejsce |
| Declan Brennan    | Bilard            | Mixed                   | 5. miejsce |
| Michael Judge     | Bilard            | Mixed                   | 5. miejsce |
| David O'Caoimh    | Sporty wodne      | Wakeboarding, freestyle | 6. miejsce |